# Олеђо
Олеђо (итал. Oleggio) је насеље у Италији у округу Новара, региону Пијемонт.
Према процени из 2011. у насељу је живело 12655 становника. Насеље се налази на надморској висини од 207 м.

## Становништво
Према резултатима пописа становништва 2011. у општини је живело 13.650 становника.
| 1931. | 1936. | 1951. | 1961. | 1971.  | 1981.  | 1991.  | 2001.  | 2011.  |
| ----- | ----- | ----- | ----- | ------ | ------ | ------ | ------ | ------ |
| 7.992 | 8.201 | 8.591 | 9.398 | 10.158 | 11.164 | 11.314 | 12.191 | 13.650 |